# Eustaquio de Azara y Perera
Eustaquio de Azara y Perera   (Barbuñales, c. 19 de setembre de 1727 - Barcelona, 24 de juny de 1797) fou un eclesiàstic espanyol. Era germà del diplomàtic José Nicolás de Azara i del naturalista Félix de Azara.
Després de cursar els estudis en Filosofia i Dret a la Universitat d'Osca, va prendre l'hàbit benedictí al 1748, al monestir de Sant Victorià d'Assan. Va exercir ser secretari de visita, síndic i rector de Los Molinos. De 1764 a 1772 va ser camerari del monestir de Sant Cugat del Vallès, definidor general (1778-1781) i dues vegades president (1781-1784, 1787 -1790) de la Congregació Claustral per Aragó i Navarra.
De 1772 al 1784 fou abat de Santa Maria d'Amer i de Santa Maria de Roses, i de 1784 a 1788 del de Sant Cugat del Vallès, on va unir diversos oficis a la mensa capitular per augmentar les rendes del monestir.
El 7 d'abril de 1788 va ser preconitzat bisbe d'Eivissa, on va crear el seminari diocesà (1794) i tres càtedres, i va fomentar la indústria primària. També afavorí el poblament a les parròquies de Santa Eulària del Riu, Santa Gertrudis de Fruitera i Sant Miquel de Balansat. A finals de 1794 va passar a la Seu de Barcelona on va engrandir l'ala dreta del palau episcopal amb pintures de Francesc Pla i Duran. Tenia com a bisbe auxiliar al seu nebot Pau de Sichar.
Va destacar per viure sempre dedicat al ministeri pastoral i l'estudi. De caràcter humil, afable amb tothom, caritatiu i generós, va fomentar les arts, les ciències i la indústria. Va formar part de la Societat d'Amics del País de Saragossa i Jaca. Va escriure i va publicar diverses pastorals, entre elles una exhortació (15 de gener de 1795) els fidels a assistir a les rogatives de les parròquies de Barcelona (Barcelona, 1795). Va fer també publicar el 1815 la Gramática filosófica y razonada de la lengua castellana, de Josep Pau Ballot.
El 24 de juny de 1797 va morir d'apoplexia, amb fama de pietós, misericordiós, íntegre i just.